# Samuel Goodenough
Reverendo Samuel Goodenough (1743 - 1827) fue obispo de Carlisle de 1808 hasta su deceso en 1827, y un botánico, y algólogo amateur y colector.
Dejó tres hijos, todos clérigos: Samuel James, Robert Philip, Edmund), y cuatro hijas.

## Honores

### Membresías
- Sociedad linneana de Londres, vicepresidente, y su primer tesorero
- 1789: y vicepresidente
- Sociedad de Anticuarios[1]

### Epónimos
Familia
- Goodeniaceae R.Br. corr. Dumort.

Género
- (Goodeniaceae) Goodenia Sm.[2]

Especies botánicas
- (Myrtaceae) Eugenia goodenovii  King
- (Myrtaceae) Syzygium goodenovii (King) Masam.

Especies zoológicas
- (Petroicidae) Petroica goodenovii petroica frentirroja

- La abreviatura «Gooden.» se emplea para indicar a Samuel Goodenough como autoridad en la descripción y clasificación científica de los vegetales.[3]